# Antidiuretiskt hormon

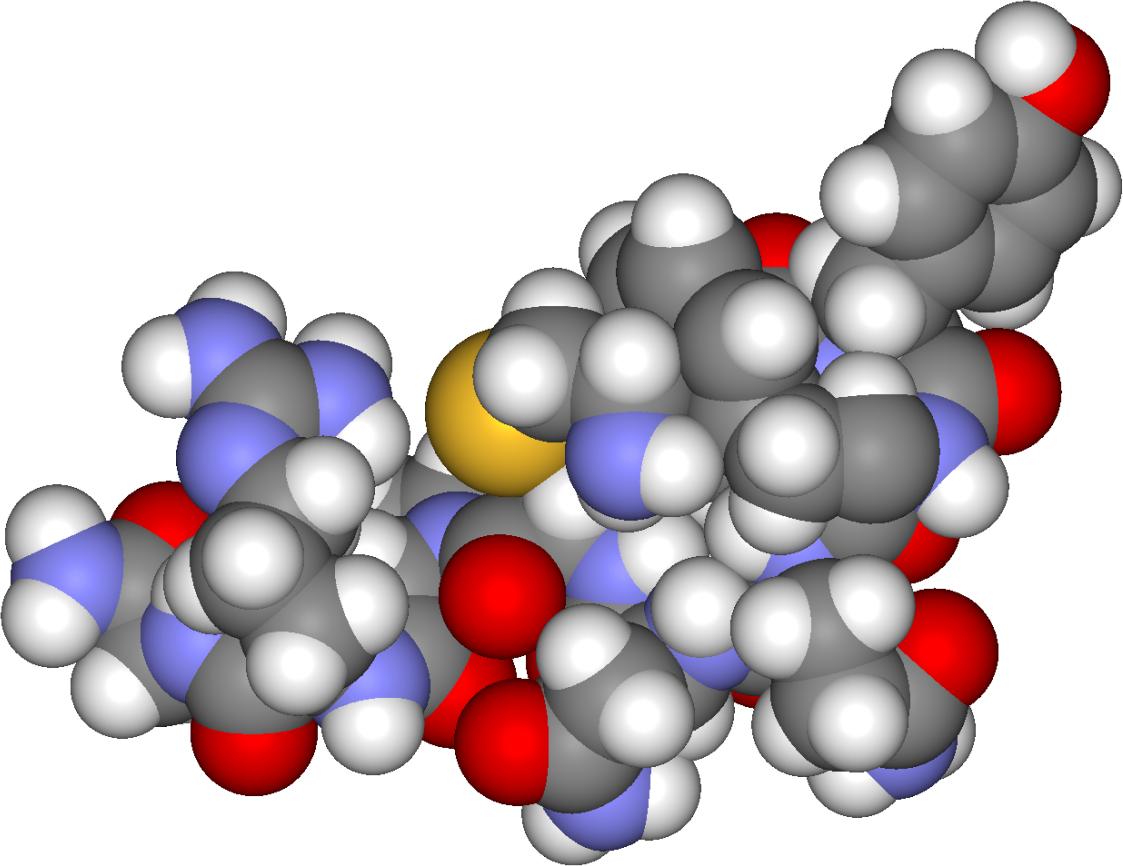
Antidiuretiskt hormon

Antidiuretiskt hormon, ADH eller argininvasopressin, AVP, är ett peptidhormon och neuropeptid som ingår i kroppens långsiktiga reglering av främst osmoreglering samt blodplasmans koncentration av natrium, samt som en följd av detta blodvolymen. 

## Bildning av ADH
I hypotalamus hittas neuron känsliga för extracellulärvätskans (ECV) osmolalitet, som till stor del beror på koncentrationen av natrium. Dessa neuron kommer krympa när osmolaliteten är hög, således då det finns mycket natrium i ECV. När dessa neuron krymper sänder de iväg signaler till nucleus supraopticus. Neuronen i nc. supraopticus tillverkar hormonet ADH. Hormonet frisätts från neurohypofysen till blodet, efter att ha transporterats från nc. supraopticus till neurohypofysen längs neuronens axon. Neuronen i nc. supraopticus får även signaler från baroreceptorer i bland annat aortabågen. Dessa receptorer reagerar på när blodvolymen minskar.
Alkohol (etanol) hämmar insöndringen av ADH vilket i sin tur leder till en ökad volym urin (polyuria). Både fysisk och psykisk stress kan leda till ökad insöndring av ADH. Andra substanser som är kända för att modifiera ADH-halterna i blodet är nikotin och morfin.

## ADH i nefronen
ADH kommer genom blodomloppet att nå njuren via arteria renalis. I njuren kommer ADH påverka vattenupptaget i njurens funktionella enhet nefronet. ADH påverkar permeabiliteten för vatten i nefronets 2 sista delar: Distala tubuli och uppsamlingsröret (latin: ductus colligens). I samlingsrörens tubuliceller kommer ADH att uppreglera antalet Aquaporin 2 porer (AQP-2) på cellernas apikala membran (membranet som ligger in mot insidan av nefronet). Detta sker genom att ADH binder till metabotropa receptorer på tubulicellernas basolaterala membran (membranet mot interstitiet samt blodomloppet). Dessa metabotropa receptorer kommer vid ligandinbindning att aktivera ett adenylatcyklas via ett G-protein. Adenylatcyklaset kommer att tillverka cAMP som i sin tur aktiverar Proteinkinas A (PKA). PKA kommer att aktivera fler kinaser som till sist får vesiklar med AQP-2 porer att fusera med det apikala membranet. Således ökar vattenpermeabiliteten över det apikala membranet. Över det basolaterala membranet är permeabiliteten för vatten alltid hög på grund av Aquaporin-3 kanaler som ständigt finns här.
Eftersom det primärurin som når samlingsrören är hypotont samtidigt som interstitiet i medulla renalis runt samlingsrören är hypertont, tack vare natriumreabsorbationen i Henles slynga, kommer vatten att reabsorberas från primärurinen när aquaporin-2-porer uppregleras på tubulicellernas apikala membran. Alltså, när ADH når njuren fås en reabsorbation av vatten från nefronens samlingsrör tack vare osmolaliteten i medulla renalis uppbyggd av Henles slynga. Detta innebär att när kroppen utsöndrar ADH som ett svar på en minskad blodvolym fås ett hypotont blod, något som kroppen verkar föredra före hypovolemi.
ADH spelar också en roll inom kärlek, moderskänslor och parbildning. Studier har visat att nivån av ADH-receptorer i vissa delar av hjärnan hos en del djurarter korrelerar till om hanar och honor bildar bestående par och delar på skötseln av avkomman.  Tillsammans med oxytocin och prolaktin spelar ADH en avgörande roll för utvecklingen av moderskänslor.
ADH tycks alltså ha motverkande effekt mot könshormonerna vilka premierar oselektiv fortplantning.